# Jaroslava Lázníčková-Velebová
Jaroslava Lázníčková-Velebová (13. května 1955 Nové Syrovice – 16. března 2018, Týn nad Vltavou) byla česká akademická malířka.

## Život

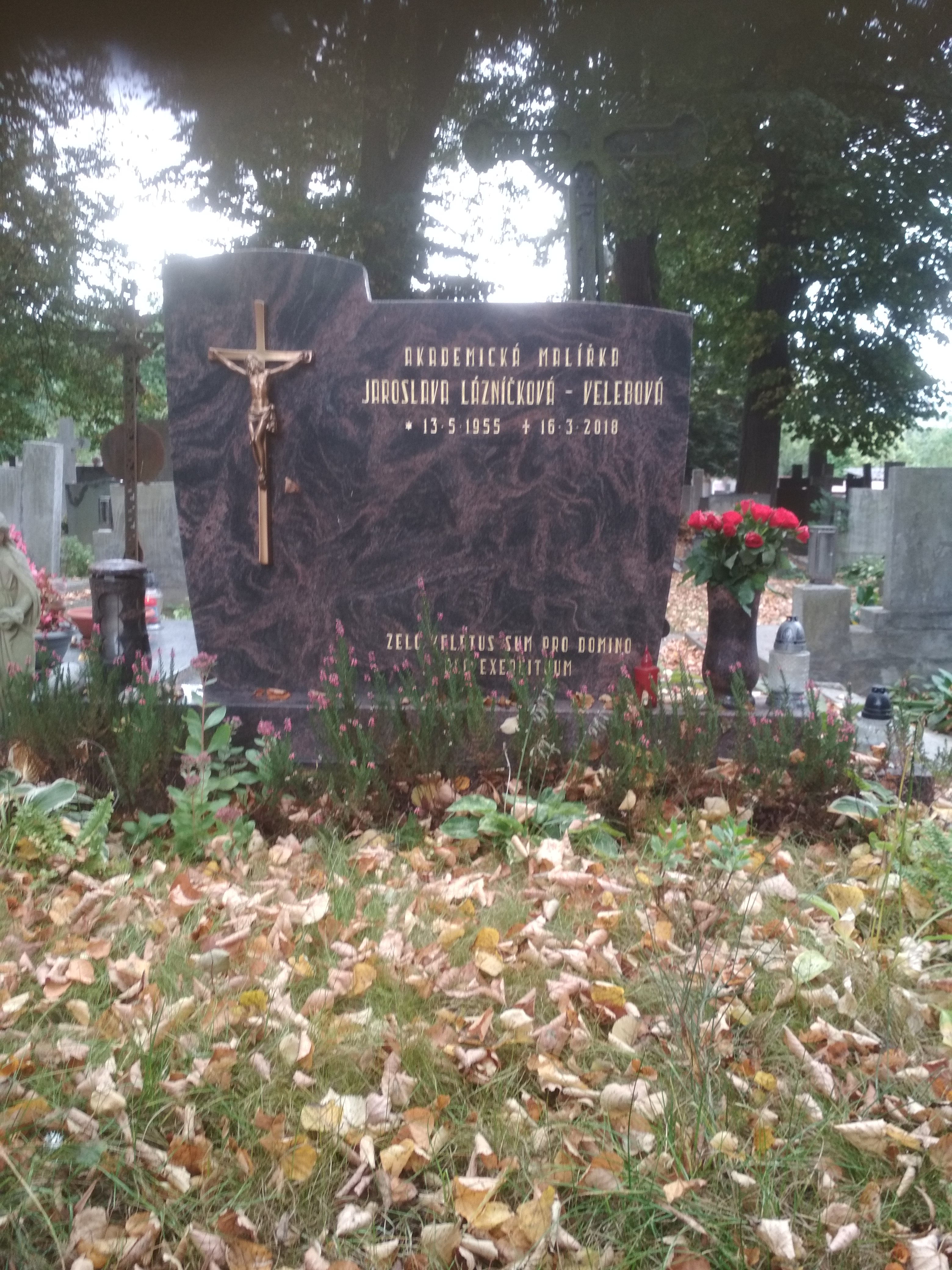
Hrob Jaroslavy Lázníčkové-Velebové v Týně nad Vltavou

Jaroslava Lázníčková - Velebová pocházela z Nových Syrovic u Třebíče, kde se narodila. Žila a pracovala v Týně nad Vltavou.

## Vzdělání a tvorba
Po studiu oboru grafiky u Dalibora Chatrného na Střední uměleckoprůmyslové škole v Brně, absolvovala v roce 1980 Vysokou školu uměleckoprůmyslovou v Praze. Studovala v ateliéru Zdeňka Sklenáře a Jiřího Mikuly.
Podstatnou částí její tvorby tvoří volná grafika (suchá jehla, litografie, mezzotinta). Věnovala se také užité grafice, ilustraci, kresbě, ex libris a malbě na hedvábí. Její tvorba je typická poetickým viděním přírody, ale i lidskými vztahy, city a pocity lidí.